# Capalbio rosso riserva
Il Capalbio rosso riserva è un è una varietà di vino Capalbio prodotto nell'area meridionale della provincia di Grosseto, nei territori comunali di Capalbio, Manciano, Magliano in Toscana e Orbetello.

## Invecchiamento
Il disciplinare prevede un obbligo di invecchiamento di 2 anni. 

## Caratteristiche organolettiche
- colore: rosso rubino con riflessi granati
- odore: fruttato, floreale, con sentori speziati e tostati
- sapore: caldo, secco, tannino terziario elegante, corposo, morbido, vellutato e armonico.

## Produzione
- nessun dato disponibile